# Helga Grebing

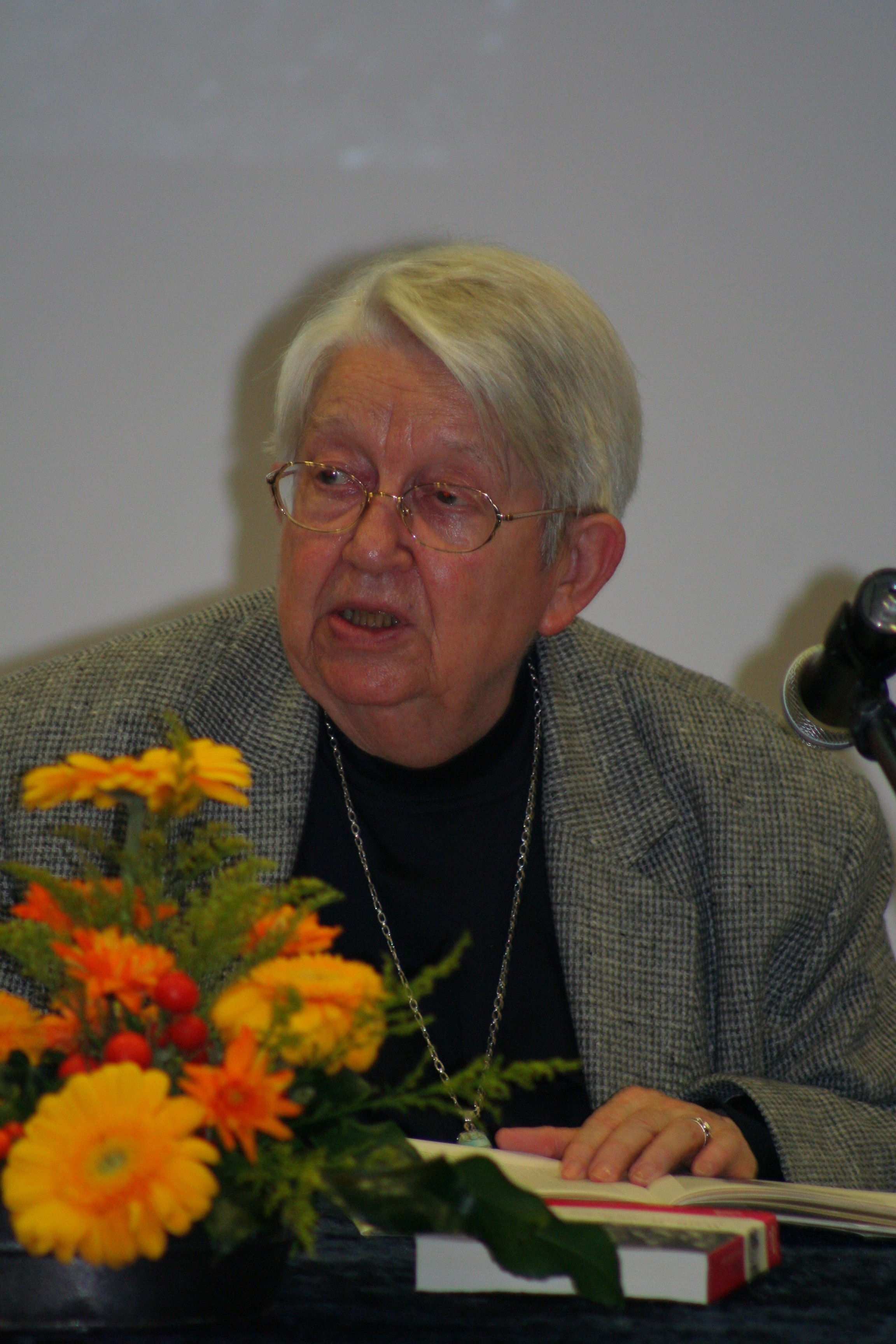
Helga Grebing (2009)

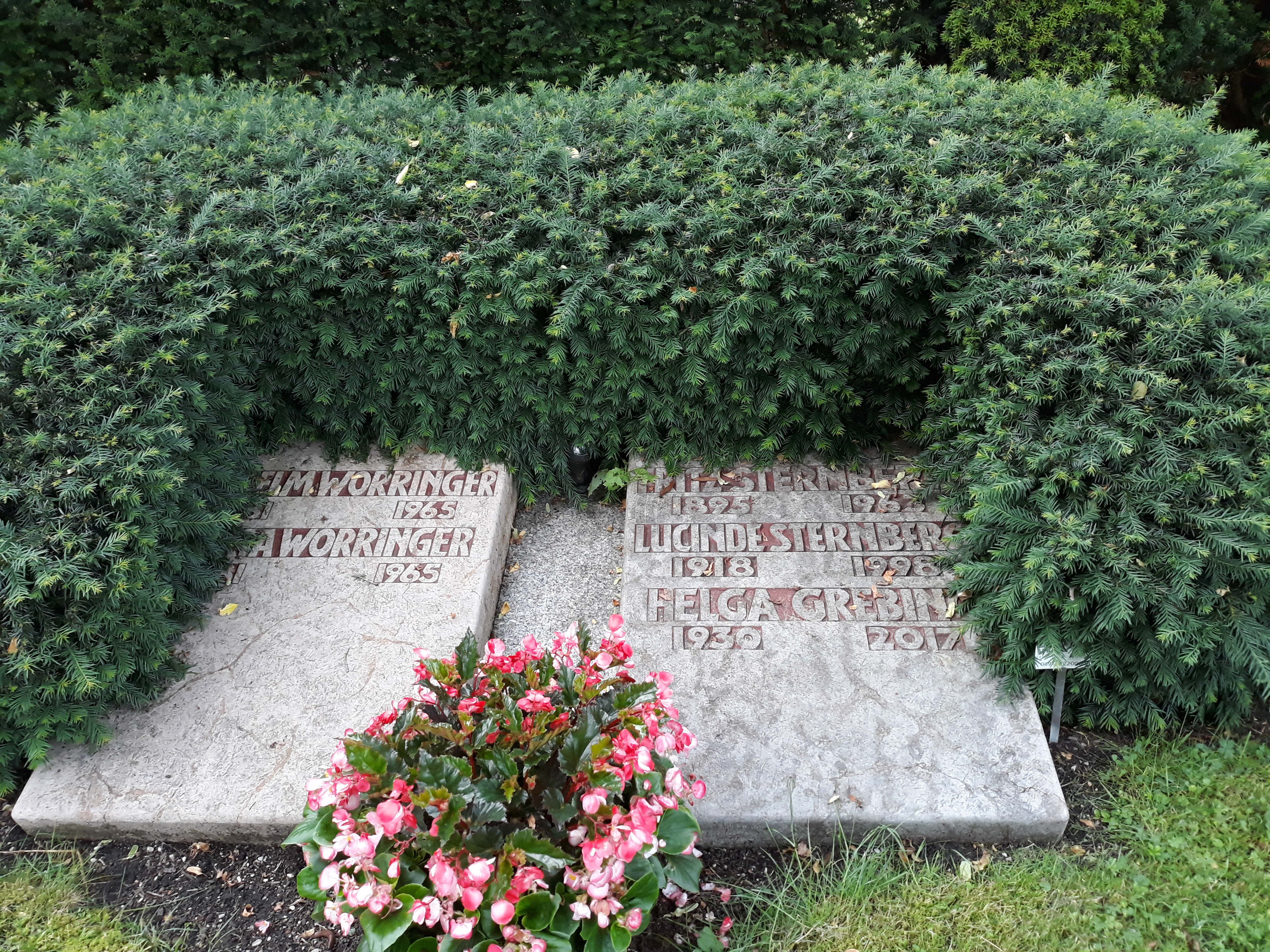
Das Grab von Helga Grebing im Doppelgrab Worringer-Sternberg auf dem Nordfriedhof (München)

Helga Grebing (* 27. Februar 1930 in Berlin-Pankow; † 25. September 2017 in Berlin) war eine deutsche Historikerin und Hochschullehrerin mit Forschungsschwerpunkten in der Sozialgeschichte, der Geschichte der Arbeiterbewegung und der Zeit des Nationalsozialismus.

## Leben und Wirken

### Herkunft und frühe Jahre
Helga Grebings Vater war Maurer, ihre Mutter Fabrikarbeiterin und später Lebensmittelverkäuferin. Ihre Jugend verbrachte sie in Berlin-Pankow und in der Nähe von Berlin. Sie besuchte nach der Volksschule die Handelsschule in Berlin-Neukölln. In den letzten beiden Kriegsmonaten arbeitete sie als „Rüstungsfabrikarbeiterin in Wildau bei Schwartzkopff, einem großen Lokomotivbau-Unternehmen“. In dieser Zeit war sie BDM-Führerin.
Im Jahr 1946 schloss sie die Handelsschule als geprüfte Kauffrau ab. Unmittelbar danach begann Helga Grebing als Jüngste ihres Jahrganges mit 16 Jahren an der Arbeiter-und-Bauern-Fakultät der Berliner Universität zu lernen und machte dort 1947 das Abitur. Danach studierte sie an den regulären Fakultäten der Hochschule Geschichte, Germanistik, Philosophie und Staatsrecht. Im Jahr 1948 trat Grebing der SPD bei. Wegen Ablehnung der Entwicklung in der DDR wechselte sie 1949 an die Freie Universität Berlin und promovierte bei Hans Herzfeld Ende 1952 zum Dr. phil. Thema der Arbeit war Das Zentrum und katholische Arbeiterschaft in der Weimarer Republik.

### Berufliche Tätigkeit und Habilitation
In den Jahren 1953 bis 1959 arbeitete sie als Lektorin für Zeitgeschichte und Politik im Isar Verlag München (Dr. Günter Olzog K.G.) sowie als Redakteurin der Zeitschrift Politische Studien. Außerdem war sie seither Dozentin bei der Akademie für politische Bildung in Tutzing, für weitere Bildungseinrichtungen des DGB und der SPD sowie der Lehrerfortbildung. Zwischen 1959 und 1961 leitete Grebing das Internationale Studentenwohnheim „Geschwister Scholl“ in München und war gleichzeitig in der Arbeitsgemeinschaft Sozialdemokratischer Akademiker in München aktiv. Zwischen 1961 und 1965 war sie Abteilungsleiterin für Zeitgeschichte und Politik an der Münchner Volkshochschule. In den Jahren 1964 bis 1966 arbeitete sie als Referentin der Hessischen Landeszentrale für politische Bildung in Wiesbaden. Im Jahr 1967 begann Helga Grebing ihre Habilitationsschrift im Fach Politikwissenschaften mit dem Titel Konservative Kritik an der Demokratie in der Bundesrepublik nach 1945. Gutachter waren Iring Fetscher, M. Rainer Lepsius und Hans Herzfeld. Im Jahr 1969 wurde sie habilitiert.

### Lehrtätigkeit
Im Jahr 1971 wurde Grebing zur Professorin für politische Wissenschaften (C2) an die Universität Frankfurt am Main berufen. Bereits im Wintersemester wechselte sie als Lehrstuhlvertreterin für Mittlere und Neuere Geschichte an die Universität Göttingen. Dort wurde sie Ende 1972 zur ordentlichen Professorin (C4) für Geschichte unter besonderer Berücksichtigung der Sozialgeschichte des 19. und 20. Jahrhunderts ernannt und erlangte damit an der Göttinger Universität als erste Frau einen Lehrstuhl. Im Jahr 1988 wechselte sie zur Ruhr-Universität Bochum RUB und übernahm dort eine Professur für die vergleichende Geschichte der internationalen Arbeiterbewegung und der sozialen Lage der Arbeiterschaft. Verbunden war dies mit der Funktion als Leiterin des „Instituts zur Erforschung der europäischen Arbeiterbewegung“ an der RUB (heute: Institut für soziale Bewegungen). Im Februar 1995 wurde sie emeritiert.

### Außeruniversitäres Engagement
Neben der universitären Forschung und Lehre war Helga Grebing Mitglied der Historischen Kommission beim SPD-Parteivorstand und zeitweilig Mitglied der Grundwertekommission der Partei. Daneben war sie Mitglied zahlreicher weiterer wissenschaftlicher und kultureller Organisationen, Kuratorien, Beiräte und Vorstände.
Grebing war Nachlassverwalterin und Biographin des sozialistischen Theoretikers Fritz Sternberg und seiner Ehefrau Lucinde Sternberg-Worringer. Sie war auch Biographin, Nachlassverwalterin und Mitherausgeberin der Schriften des Kunsthistorikers Wilhelm Worringer. Sie verfasste 2004 eine Doppelbiographie über ihn und seine Frau Marta.
Nach Grebing sollten die Sozialdemokraten am Sozialismus festhalten, weil es im demokratischen Sozialismus darum gehe, die Würde des Menschen zu bewahren und sich als Mensch in solidarischer Gemeinschaft mit anderen selbst zu bestimmen.

## Ehrungen und Auszeichnungen
- 1991: Verdienstorden des Landes Nordrhein-Westfalen[7]
- 1992: Waldemar-von-Knoeringen-Preis der Georg-von-Vollmar-Akademie
- 1996: Staatspreis des Landes Nordrhein-Westfalen
- 1998: Niedersächsischer Verdienstorden (1. Klasse)
- 2002: Verdienstkreuz 1. Klasse des Verdienstordens der Bundesrepublik Deutschland

## Schriften (Auswahl)
- Zentrum und katholische Arbeiterschaft 1918–1933. Ein Beitrag zur Geschichte des Zentrums in der Weimarer Republik. Diss. (Mskr.) Berlin 1953.
- Der Nationalsozialismus. Ursprung und Wesen. Isar Verlag, München 1959.
- Geschichte der deutschen Arbeiterbewegung. München 1966 (zuletzt 1981).
- Die Nachkriegsentwicklung in Westdeutschland 1945–1949. Stuttgart 1980, ISBN 3-476-20140-6.
- Arbeiterbewegung und Faschismus. Essen 1990, ISBN 978-3-88474146-7.
- Linksparteien und Gewerkschaften in Europa. Köln 1992, ISBN 978-3-76632391-0.
- Hrsg. mit Christl Wickert: Das „andere Deutschland“ im Widerstand gegen den Nationalsozialismus. Beiträge zur politischen Überwindung der nationalsozialistischen Diktatur im Exil und im Dritten Reich Essen 1994, ISBN 3-88474-086-5.
- Geschichte der sozialen Ideen in Deutschland. Essen 2000, ISBN 978-3-53114752-9.
- Die Worringers. Bildungsbürgerlichkeit als Lebenssinn – Wilhelm und Marta Worringer (1881–1965). Parthas, Berlin 2004, ISBN 978-3-936324-23-5.
- Geschichte der deutschen Arbeiterbewegung. Von der Revolution 1848 bis ins 21. Jahrhundert. Vorwärts-Buch, Berlin 2007, ISBN 978-3-86602-288-1.
- Willy Brandt. Der andere Deutsche. München 2008, ISBN 978-3-770547-10-4.
- Freiheit, die ich meinte. Erinnerungen an Berlin. Berlin 2012, ISBN 978-3-942476-39-3.
- Arbeiterbewegung in Berlin – Der historische Reiseführer. Hrsg. mit Siegfried Heimann, Ch. Links Verlag, Berlin 2012, ISBN 978-3-86153-691-8.
- Streiten für eine Welt jenseits des Kapitalismus. Fritz Sternberg – Wissenschaftler, Vordenker, Sozialist. Ferdinand Schöningh, Paderborn 2017, ISBN 978-3-506-78511-4.